# Schizocosa stridulans
Schizocosa stridulans là một loài nhện trong họ Lycosidae.
Loài này thuộc chi Schizocosa. Schizocosa stridulans được Helen Margaret Stratton miêu tả năm 1984.